# アマチュア衛星

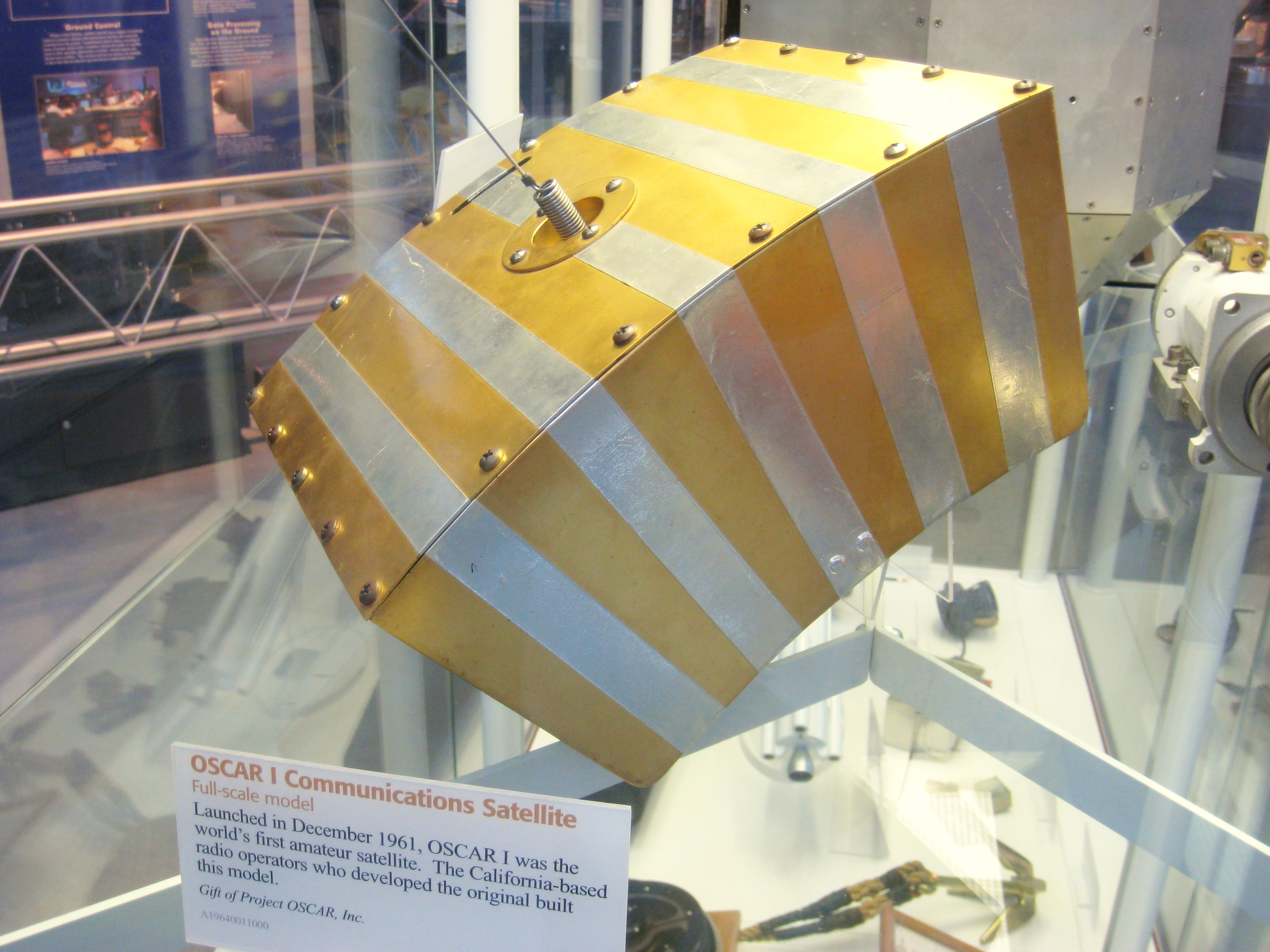
1961年に打ち上げられた最初のアマチュア無線衛星OSCAR1

アマチュア衛星（アマチュアえいせい）は、政府機関や商業衛星サービス企業による一般的な通信衛星に対し、個人的な趣味の団体や、大学の研究室などが自ら製作する通信衛星で、アマチュア無線の周波数帯を用いて通信を行うものをいう。
1961年という宇宙開発の黎明期に打ち上げられたオスカー1号以来、約70機もの実績がある。

## 製作団体
衛星の企画や製作は様々な独立の団体が行っており、これらを統括管理する組織があるわけではないが、互いに技術協力を行って製作したり、打上げ後の追跡管制で協力体制を敷くことが多い。
これらの団体の多くは『AMSAT』の名前を冠しており、1969年に創設されたアメリカ合衆国の団体 AMSAT（アムサット: Radio Amateur Satellite Corporation, AMSAT）と協力関係を持って自国アマチュアの衛星計画を推進している。例えば、ドイツではAMSAT-DL、イギリスではAMSAT-UK、日本ではJAMSATがそれにあたる。合衆国のAMSATを他国のAMSAT系団体との区別のためAMSAT-NAということがある（NA=North America）。
また、製作は必ずしも「アマチュアの手作り」に限らない。UoSATシリーズは、英国のサレー大学が技術をスピンアウトして商業化した例である。また、東大阪宇宙開発協同組合が開発した「まいど1号」など、地場産業として小型衛星の開発を根付かせるために、基礎開発をJAXAとの連携のもとに行っている例もある。しかし、多くのアマチュア衛星の企画・製作は、非営利の団体やグループが寄付とボランティア作業で行っている。
米国では衛星を打ち上げ、さまざまな実験を行ったり、目標への到達を競ったりするARLISSと言うイベントが行われている。

## 名称
「アマチュア無線搭載人工衛星」を意味する Orbiting Satellite Carrying Amateur Radio にちなみ、以後の衛星の名称の一部に「OSCAR(オスカー)」を入れ、一連番号をつけることが慣例化しており、その意味で「オスカー」は国際協力のもとでつくられたアマチュア衛星としてのアイデンティティでもある。ソビエト連邦時代に打ち上げられたアマチュア衛星は「RS-xx号」という独自の名称が用いられた（RSはRadio Sputnikの略）が、1991年のRS-14号はAMSAT-OSCAR-21の名称も用いている。
国際アマチュア無線連合（IARU：International Amateur Radio Union）とAMSAT-NAが定めたルールでは「オスカー」の名称と連番は各アマチュア衛星の保有団体の依頼を受けてAMSAT-NAが発行しており、軌道に投入されて動作したものに対してのみ与えられることになっている。
用途はアマチュア無線用の通信衛星が多いが、地球観測・天体観測などの科学衛星もある。

## 主なアマチュア衛星

### オスカー
- OSCAR-1 →オスカー1号
- OSCAR-2
- OSCAR-3
- OSCAR-4
- Austraris-OSCAR-5（AO-A）
- AMSAT-OSCAR-6 (AO-C) →オスカー6号
- AO-7(AMSAT-OSCAR-7)(AO-B) →オスカー7号
- AO-8(AMSAT-OSCAR-8)(AO-D) →オスカー8号
- AO-9(AMSAT-OSCAR-9) AMSAT-Phase III-A →PHASE-III衛星　打上げ失敗
- UO-9(UoSAT-OSCAR-9)(UoSAT-1) →UoSAT衛星
- AO-10(AMSAT-OSCAR-10)(Phase III-B) →PHASE-III衛星
- UO-11(UoSAT-OSCAR-11)(UoSAT-2) →UoSAT衛星
- FO-12 Fuji-OSCAR-12（JAS-1/ふじ1号）
- AO-13(AMSAT-OSCAR-13)(Phase III-C) →PHASE-III衛星
- UO-14(UoSAT-OSCAR-14)(UoSAT-3) →UoSAT衛星
- UO-15(UoSAT-OSCAR-15)(UoSAT-4) →UoSAT衛星
- AO-16(AMSAT-OSCAR-16)(PACSAT-1)
- DO-17(DOVE-OSCAR-17)
- WO-18(WEBERSAT-OSCAR-18)
- LO-19(LUSAT-OSCAR-19) →ルーサット
- FO-20 Fuji-OSCAR-20（JAS-1b/ふじ2号）
- AMSAT-OSCAR-21 (RS-14)
- UO-22(UoSAT-OSCAR-22)(UoSAT-5) →UoSAT衛星
- KO-23 KITSAT-OSCAR-23 →UoSAT衛星
- Arsene-OSCAR-24
- KO-25 KITSAT-OSCAR-25 →UoSAT衛星
- IO-26(Italy-OSCAR-26) (ITAMSAT)
- AO-27(AMRAD-OSCAR-27) (EYESAT-1)
- PO-28(PoSAT-OSCAR-28) →UoSAT衛星
- FO-29 Fuji-OSCAR-29（JAS-2/ふじ3号）
- Mexico-OSCAR-30(UNAMSAT-B)
- TO-31 Thai-Microsatellite-OSCAR-31(TMSAT-1)
- GO-32(Gerswin-OSCAR-32)(TechSat-1b)
- SO-33(SEDSat-OSCAR-33) (SEDSAT-1)
- PO-34(PANSAT-OSCAR-34)(PANSAT)
- SO-35(SUNSAT-OSCAR-35)(SUNSAT)
- UO-36(UoSAT-OSCAR-36)(UoSAT-12) →UoSAT衛星
- Arizona State-OSCAR-37(ASUSat1)
- OO-38(OPAL-OSCAR-38) (OPAL)
- WO-39(Weber-OSCAR-39)(JAWSAT)
- AO-40(AMSAT-OSCAR-40)(Phase-IIID) →PHASE-III衛星
- SO-41(SausiSat-OSCAR-41)(SaudiSat-1a)
- SO-42(SaudiSat-OSCAR-42)(SaudiSat-1a)
- SO-43(Starshine-OSCAR-43)(Starshine-3)
- NO-44(Navy-OSCAR 44)(PCSat)
- NO-45(Navy-OSCAR 45)(Sapphire)
- Malaysian-OSCAR-46 (TiungSAT-1)
- BreizhSAT-OSCAR 47 (IDEFIX CU1)
- BreizhSAT-OSCAR 48 (IDEFIX CU2)
- AATiS OSCAR-49 (SAFIR-M)
- SO-50(SaudiSat-OSCAR-50) (SAUDISAT-1C)
- SO-121(Spain-OSCAR-121) (HADES-D)
- VO-52(VUSat OSCAR-52) (HAMSAT)
- AO-54 (SuitSat-1)
- CO-55(CubeSat-OSCAR 55) CubeSat Cute-1
- CO-57(CubeSat-OSCAR 57) CubeSat XI-IV
- CO-58(CubeSat-OSCAR 58) CubeSat XI-V
- HO-59(HIT-SAT-Oscar-59) (HIT-SAT)
- NO-62(FCAL)
- DO-64(Delfi OSCAR-64) CubeSat Delfi-C3
- CO-65(Cubesat Oscar-65) CubeSat Cute-1.7 + APD II
- CO-66(Cubesat Oscar-66) CubeSat SEEDS-II
- HO-68(Hope Oscar-68) (XW-1)
- FO-69(Fastrac Oscar-69) (FASTRAC 1(Sara Lily))
- FO-70(Fastrac Oscar-70) (FASTRAC 2(Emma))
- MO-72(MagyarSat-OSCAR 72) CubeSat Masat-1
- AO-73                     CubeSat FUNcube-1
- LO-75(University of Louisiana OSCAR 75) CubeSat CAPE-II
- MO-76(Morehead-OSCAR-76) $50SAT
- CO-77(CubeSat OSCAR-77) 多摩美術大学のCubeSat ARTSAT1:INVADER
- LO-78(LituanicaSAT OSCAR-78) リトアニアのCubeSat
- EO-79(European OSCAR 79) CubeSat QB50p1
- EO-80(European OSCAR 80) CubeSat QB50p2
- FO-81(Fuji-OSCAR 81) 多摩美術大学のARTSAT2 DESPATCH
- FO-82(Fuji-OSCAR 82) 鹿児島大学のしんえん2

### Radio Sputnik
- RS-1
- RS-2
- RS-3
- RS-4
- RS-5
- RS-6
- RS-7
- RS-8
- RS-10
- RS-11
- RS-12
- RS-13
- RS-14(AO-21)
- RS-15
- RS-16
- RS-17(Sputnik-40)
- RS-18(Sputnik-41)
- ISKRA-2,ISKRA-3

### 最近の日本のアマチュア衛星
- XI-IV : 2003年（平成15年）6月30日打ち上げ、東京大学CubeSatプロジェクトによる
- CUTE-I : 2003年6月30日打ち上げ、東京工業大学CubeSatプロジェクトによる
- XI-V : 2005年（平成17年）10月27日打ち上げ、東京大学CubeSatプロジェクトによる（2機目の成功）
- Cute-1.7+APD : 2006年（平成18年）2月22日打ち上げ、東京工業大学CubeSatプロジェクトによる
- HIT-SAT：2006年9月23日北海道衛星プロジェクト（北海道キューブサット開発チーム）による

### その他
- UNAMSAT-1/TechSat-1a
- StenSAT

## 通信方法
ほとんどのアマチュア衛星が該当する低軌道衛星を用いて無線通信を行う方法の概略は次の通りである。
- アップリンク（自局から衛星へ信号を伝送する）周波数において電波の発射が可能な送信機、およびアマチュア局の免許（無線従事者免許証、無線局免許状）を準備する。事前の予約などは特に必要なく、免許を受けているアマチュア局であればいつでも誰でも利用できる。
- 郵政省令（現総務省令）無線局免許手続規則に関しては、
  - 1975年（昭和50年）までは宇宙無線通信に関する規定は無かった。
  - 1976年（昭和51年）からは「アマチュア業務と同一の目的で行われる宇宙無線通信の業務」を行う許可を受け、無線局免許状の「無線局の目的」欄に「宇宙無線通信を含む」の但書きを要した（アマチュア衛星通信の業務とアマチュア業務は別の存在とされた）。
  - 1986年（昭和61年）にアマチュア衛星に関する規定が整備され、6月から施行された。
    - 「アマチュア業務と同一の目的で行われる宇宙無線通信の業務」の規定が無くなり、無線局免許状の「無線局の目的」欄の「宇宙無線通信を含む」の但書きを要しないものとなった（アマチュア衛星通信の業務はアマチュア業務の一部とされた）。
    - 「人工衛星に開設するアマチュア局」と「人工衛星に開設するアマチュア局を遠隔操作するアマチュア局」が規定された（利用する「アマチュア衛星地球局」、衛星に載っている「アマチュア衛星宇宙局」、管理する衛星管制局に関する免許手続きは異なるものとなった）。
- アップリンクとダウンリンク（衛星から自局へ信号を伝送する）では異なる周波数帯を用いている（例えばアップリンク430MHz帯/ダウンリンク144MHz帯）。自局の信号が正常に中継されていることを確認するため、アップリンクと同時にダウンリンクの周波数を受信できる設備が望ましい。受信時にはハウリングを防ぐためヘッドホンを使用する。衛星によってはハンディトランシーバー附属のホイップアンテナなど簡便な空中線で受信できる。
- ウェブサイトや軌道計算ソフトによって、衛星が可視できる時刻、方角を確認する。1回のパスにつき可視できる（通信できる）時間は数分から10数分である。多くのアマチュア局が利用できるよう、この間に簡潔な通信（RSTレポートの交換のみで終わることが多い）を行わなければならない。
- 交信できる範囲は、自局・相手局とも同時に衛星を可視できる範囲であるため、日本であれば距離1000〜2000kmの近隣諸国までである。衛星を可視できる仰角が低いほど遠距離との通信が可能である。
- 空中線を衛星の方向に向け、衛星からダウンリンクされた他局のCQ呼び出しに応答、あるいは自局からCQ呼び出し（アップリンク）を行い、交信を行う。
- ドップラー効果を補正するため、衛星が近づく時にはアップリンク周波数をわずかに低く、衛星が遠ざかる時にはアップリンク周波数をわずかに高くする場合がある。
- 国際宇宙ステーション（ISS）に設置されたアマチュア局との交信も、アマチュア衛星とほぼ同じ方法で可能である。但し、飛行士が余暇に行なう運用をうまく捉えられた場合に限る（「スクールコンタクト」は予約を要する）。
- アップリンク・ダウンリンクの周波数で近くに不法無線局がいる場合、衛星通信に重大な障害をもたらす。不法無線局のほとんどは垂直偏波のアンテナを用いているため、水平偏波のアンテナを用いることにより混信を軽減できる場合があるが、不法無線局の信号があまりに強力な場合は完全に防止する手段が無い。